# Jahołdajewszczyzna

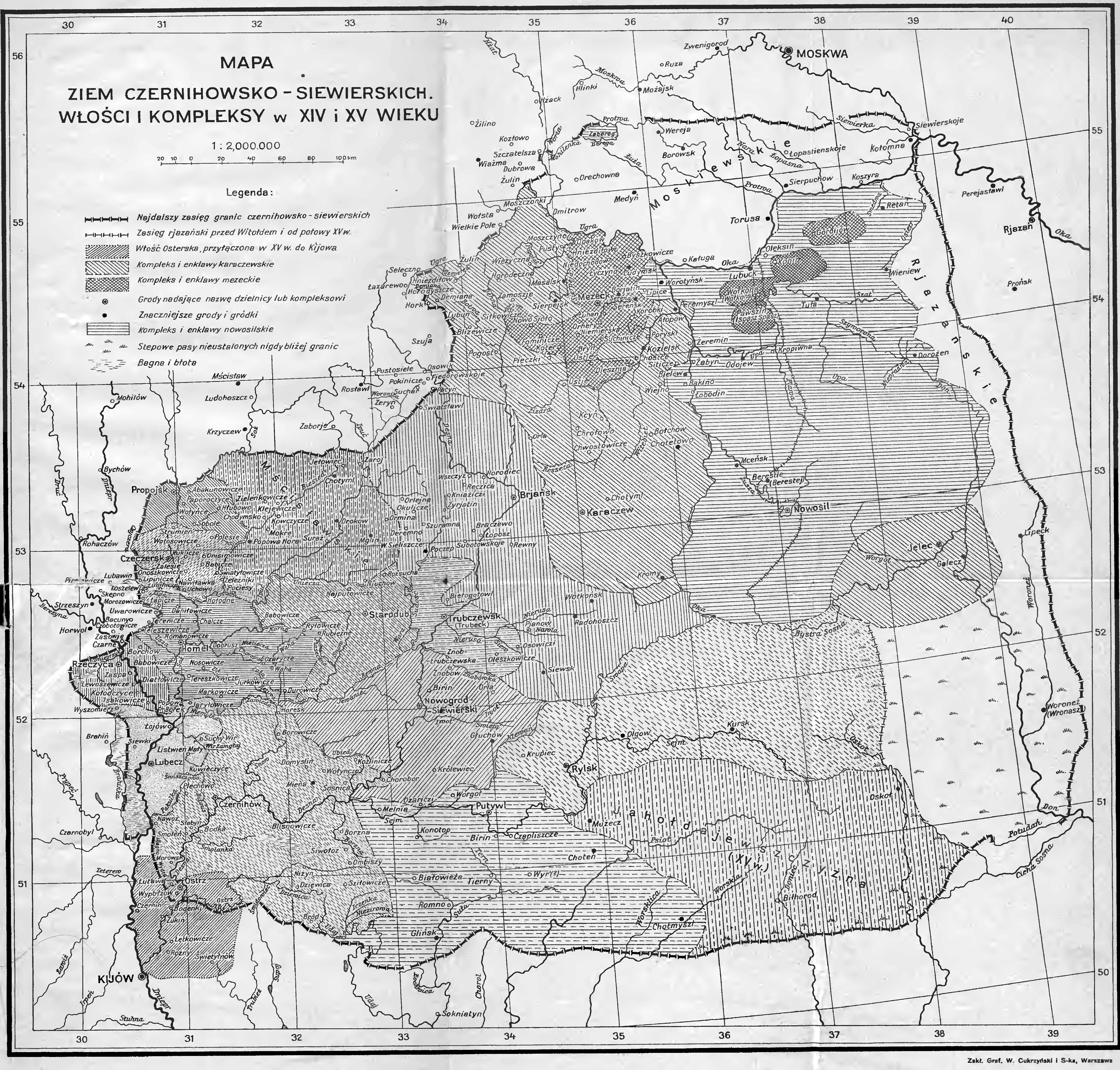
Ziemie czernihowsko-siewierskie w XV wieku z Jahołdajewszczyzną

Jahołdajewszczyzna, Czernihiwska t´ma, Kurska t´ma.

Jahołdajewszczyzna (Księstwo Jahołdajowe, Jahołdajowa (Jahołtajewa, Jehołtajewa) t´ma (tjma), Jahołdaj, Jagoldai, Jagalta; rus. Яголтай, Ягалтай, Еголдай, Егалтай, tatar. Cağalday) – jedno z trzech litewskich lenn tatarskich (pozostałymi były Kurska t´ma i Czernihiwska t´ma) na lewym brzegu Dniepru.
Powstało między 1428 a 1438 r. jako obszar w ziemi siewierskiej nadany przez wielkiego księcia litewskiego dawnemu temnikowi tatarskiemu Jahołdajowi Sarajewiczowi. Jahołdaj był jednym z wodzów Uług Mehmeda, chana popieranego przez Witolda w okresie walk wewnętrznych w rozpadającej się faktycznie Złotej Ordzie.
Carewicz Jahołdaj Sarajewicz zdecydował się pozostać w Wielkim Księstwie Litewskim, osiedlając się ze swymi poddanymi między Sejmem i Dońcem. Obszar należącego do niego lenna obejmował tereny po Oskoł na wschodzie, Chotmyszl na południu, Murzęcz na zachodzie i Kursk na północy. W zamian za nadaną ziemię Jahołdaj miał bronić pogranicza litewskiego przed najazdami Tatarów.
Po śmierci Jahołdaja Sarajewicza rządy w księstwie objął jego syn Roman (zm. 1493), a następnie córka Romana wydana za mąż za księcia Jerzego Borysowicza Wiaziemskiego. Około 1494 książę Wiazemski wraz z żoną zbiegł do Moskwy, a Jahołdajewszczyzna weszła w skład Wielkiego Księstwa Litewskiego.
Jednak już po 1500 r. znalazła się w granicach Wielkiego Księstwa Moskiewskiego.
W historiografii o Jahołdajewszczyźnie po raz pierwszy napisał Stefan Maria Kuczyński w swojej pracy habilitacyjnej (1937) Ziemie Czernihowsko-Siewierskie pod rządami Litwy (XIV—XVI w.). O randze odkrycia świadczyło uwzględnienie go przez Władysława Semkowicza w dużej mapie XV wieku Królestwa Polskiego i Wielkiego Księstwa Litewskiego.